# Młyn wodny w Żerkowicach
Młyn wodny w Żerkowicach – murowany zespół przemysłowy młyna wodnego z 1900 r. Znajduje się ok. 8 km na północ od Lwówka Śląskiego, przy drodze wojewódzkiej nr 297 we wsi Żerkowice w powiecie lwóweckim, w województwie dolnośląskim. Obiekt ujęty jest w gminnej ewidencji zabytków i objęty jest ochroną w ramach miejscowego planu zagospodarowania przestrzennego. W skład zespołu wchodzi młyn wodny, budynek mieszkalny, dwa magazyny, wozownia oraz zabudowania inwentarsko-gospodarcze. Młyn zasilany był wodą z pobliskiej rzeki Bóbr przed jej erozją boczną i zmianą lokacji koryta.

## Historia
Pierwsze wzmianki o młynie wodnym w sąsiedztwie sztucznego cieku wodnego zwanego Młynówką oraz stawu retencyjnego w Żerkowicach pochodzą z końca XVIII wieku, lecz obecna zabudowa powstała u schyłku XIX wieku. Młyn rozpoczął działalność w 1900 roku i funkcjonował nieprzerwanie do końca II wojny światowej. Po 1945 r. przeszedł na własność państwową i do 1948 r. działał jako młyn. Następnie budynki adaptowano na zakład stolarski i produkcji okien, a od 1963 r. – na zakład produkcji oklein. 
W 1994 r. nieruchomość została sprywatyzowana. Obecnie obiekt jest nieużytkowany.

## Architektura
Kompleks tworzy zwarta, zblokowana zabudowa o zróżnicowanej wysokości i formie:
- Młyn wodny – czterokondygnacyjny, murowany z cegły i kamienia piaskowca, o płaskim dachu. Zawierał dawniej m.in. młynicę i turbinownię. Obiekt wyróżnia się flankującymi ryzalitami i detalami w tynku. Wewnątrz zachowane relikty maszyn, zniszczona stolarka, ślady zawilgocenia i brak tynków[5][6].
- Dom mieszkalny – trzykondygnacyjny, o układzie poprzecznym, z podpiwniczeniem i nieużytkowym poddaszem. Wyposażony w ozdobną stolarkę drzwiową i okienną. Część pomieszczeń nieużytkowana, zaniedbane wnętrza[8].
- Magazyny – jeden trzykondygnacyjny, drugi czterokondygnacyjny. Murowane z kamienia i cegły. Zachowały relikty pierwotnego wyposażenia[9].
- Wozownia – jednokondygnacyjna z użytkowym poddaszem, wykonana z kamienia i cegły[10][11].
- Zabudowania gospodarczo-inwentarskie – położone po drugiej stronie drogi, murowane z kamienia i cegły, z drewnianą więźbą dachową, obejmujące chlewnie, obory, stodołę oraz magazyny paszowe. Budynki charakteryzują zachowane sklepienia, więźby, detale kamieniarskie i ciesielskie[12][13].

Kompleks reprezentuje architekturę przemysłową z przełomu XIX i XX wieku, z bogatym detalem architektonicznym i z elementami historyzmu. Obiekty wykonano głównie z kamienia i cegły, z wykorzystaniem sklepień kolebkowych i krzyżowych, stropów drewnianych oraz więźby dachowej krokwiowo-płatwiowej. Zachowane są także liczne oryginalne detale architektoniczne, takie jak opaski okienne, naczółki, kraty, gzymsy, lukarny, drzwi i okna z przełomu stuleci.